# Stazione di Roma Porta Portese
La stazione di Roma Porta Portese era una stazione ferroviaria di Roma.
Fu la seconda stazione ad entrare in esercizio a Roma, preceduta solo dalla stazione di Roma Porta Maggiore della ferrovia Roma-Frascati.

## Storia
Nell'ottobre del 1856 iniziarono i lavori per costruire la linea Roma-Civitavecchia da parte della "Società Generale delle Strade Ferrate Romane", guidata dall'ingegnere francese Hubert Debrousse. In trenta mesi furono costruite la linea ferroviaria e le due stazioni di testa: la stazione di Roma Porta Portese ed una stazione temporanea a Civitavecchia.
La linea fu aperta al servizio il 16 aprile 1859, con due coppie di corse al giorno della durata di due ore e mezzo.
Nel marzo era stata collaudata con un viaggio partito da Civitavecchia alle 6,30 e giunto alla stazione di Porta Portese alle 9,30 con circa 240 persone.
La linea era dotata di undici locomotive a vapore francesi (Cail & C.-Paris) e di una locomotiva costruita in Inghilterra con 21 carrozze passeggeri di prima classe e 25 carrozze passeggeri di seconda classe. I binari furono forniti dalla "Losh, Wilson & Bell Company" di Newcastle, Inghilterra.
Nel 1860 si decise di prolungare la linea a nord, al confine con la Toscana, nel frattempo passata dal governo granducale al nuovo Regno d'Italia, prolungamento che fu aperto al servizio il 22 giugno 1867 congiungendo la ferrovia Maremmana.
Il 22 ottobre 1863 fu inaugurato alla presenza di papa Pio IX il ponte dell'Industria che rese possibile il collegamento della linea alle altri presenti nello Stato Pontificio.
Nel 1889 la stazione fu sostituita dalla vecchia stazione di Trastevere in piazza Ippolito Nievo, nel 1911 a sua volta sostituita dalla nuova stazione di Roma Trastevere.

## Cartografia
Dai documenti cartografici ancora esistenti si evince che nella carta del censo di Roma aggiornata al 1870, negli immediati pressi di Porta Portese non sorgevano strutture classificate come stazione o linea ferroviaria 
che invece da sud si dirigeva verso il ponte dell’Industria per attraversare il Tevere e dirigersi verso la stazione Termini. Nella successiva carta dell’Istituto Geografico Militare, desunta dalle levate del 1876, nell’area a sud di Porta Portese è descritta una ampia area interessata dall’edificio della stazione ubicata in quella che sarà l’attuale Piazza Ippolito Nievo, con il binario ferroviario che si attesta al suo inizio nelle immediate vicinanze di Porta Portese, il quale procedendo verso sud si ricongiungeva alla esistente linea di Civitavecchia presso l’attuale confluenza della via Antonio Pacinotti con la via Portuense, mediante un casello di scambio noto come stazione di San Paolo.